# Goldberg (Šluknovská pahorkatina)
Goldberg (česky doslovně Zlatý vrch) je 472 m vysoký vrch ležící na východním okraji území města Neustadt in Sachsen (místní část Berthelsdorf) v zemském okrese Saské Švýcarsko-Východní Krušné hory a západním okraji obce Steinigtwolmsdorf v zemském okrese Budyšín v Sasku.

## Charakteristika
Vrch leží v německé části Šluknovské pahorkatiny (Lausitzer Bergland) a její mesogeochoře Západní hornolužická vrchovina (Westliches Oberlausitzer Bergland). Geologické podloží tvoří střednězrnný lužický granodiorit a ve východní části také hybridní dvojslídý granodiorit, které prostupuje žíla doleritu (diabasu). Převládajícím půdním typem je podzolová kambizem. Při severním úpatí protéká západovýchodním směrem říčka Wesenitz a při jižním úpatí Severní potok; Goldberg tak náleží k povodí Labe a k úmoří Severního moře. Většina vrchu je zalesněná převážně jehličnatým lesem. Jižně od vrcholu prochází státní silnice S 154 spojující Neustadt se Steinigtwolmsdorfem, při které stojí hostinec Waldhaus. Vrch leží v chráněné krajinné oblasti Oberlausitzer Bergland, je součástí lesní oblasti Hohwald a prochází přes něj několik turistických tras směřujících převážně k Valtenbergu (586 m).

## Kamenolom
Na západním svahu Goldbergu se nachází kamenolom Waldabteilung 15, ve kterém se těžil dolerit. Lom byl provozován mezi lety 1920 a 1964. Samotný lom je zatopený, západně od něj se rozkládá deponie.

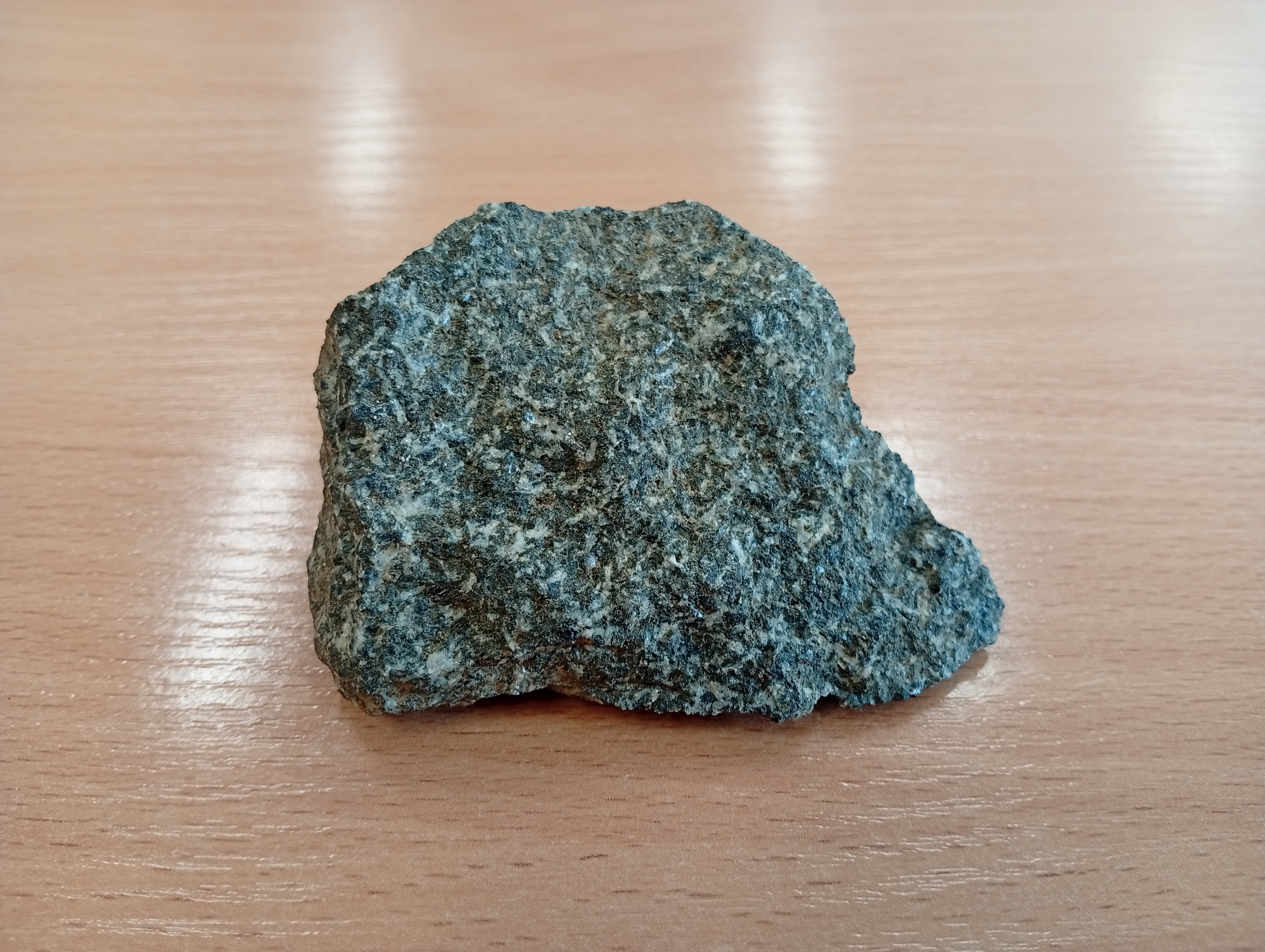
Dolerit
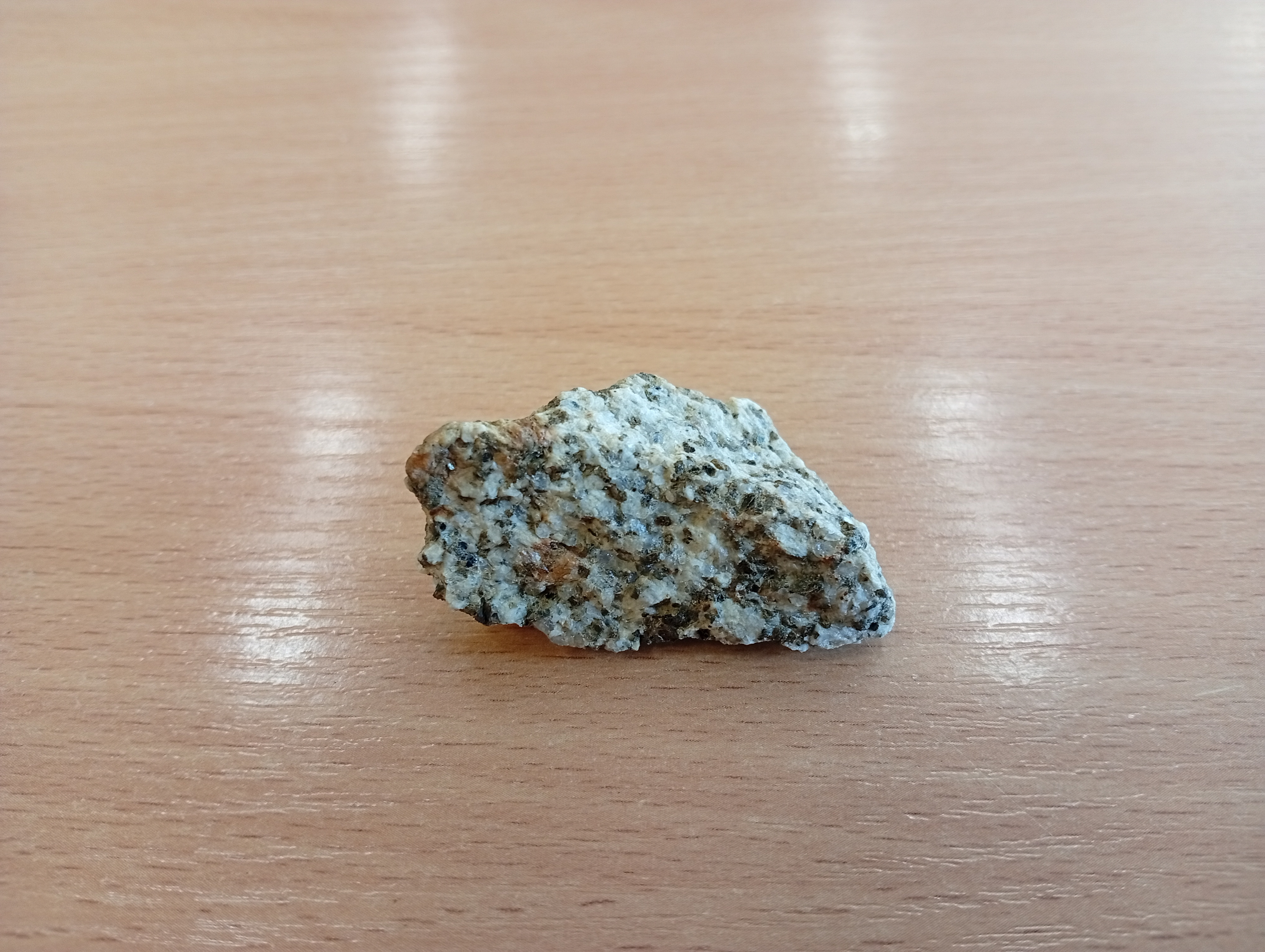
Lužický granodiorit
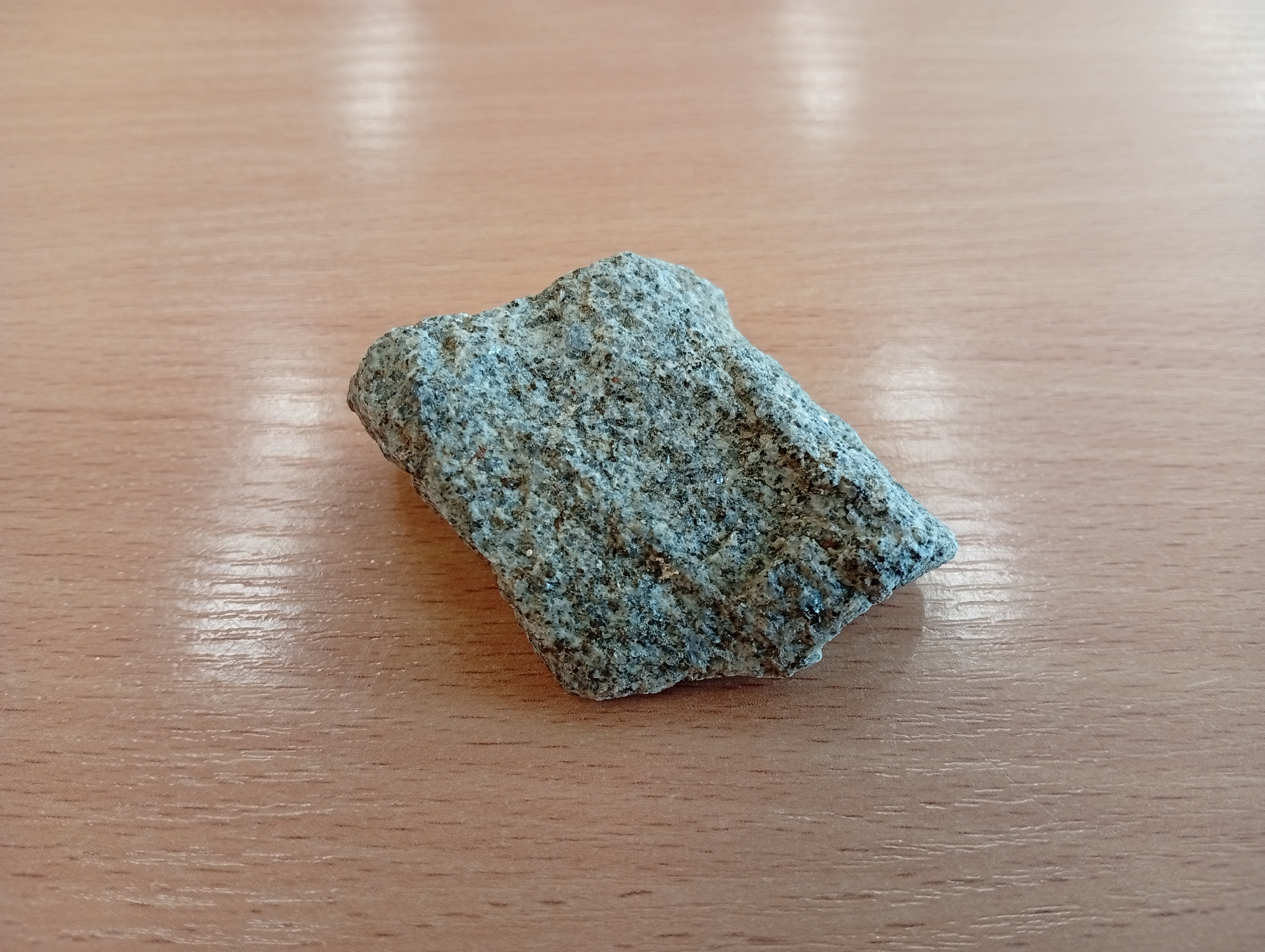
Dvojslídý granodiorit
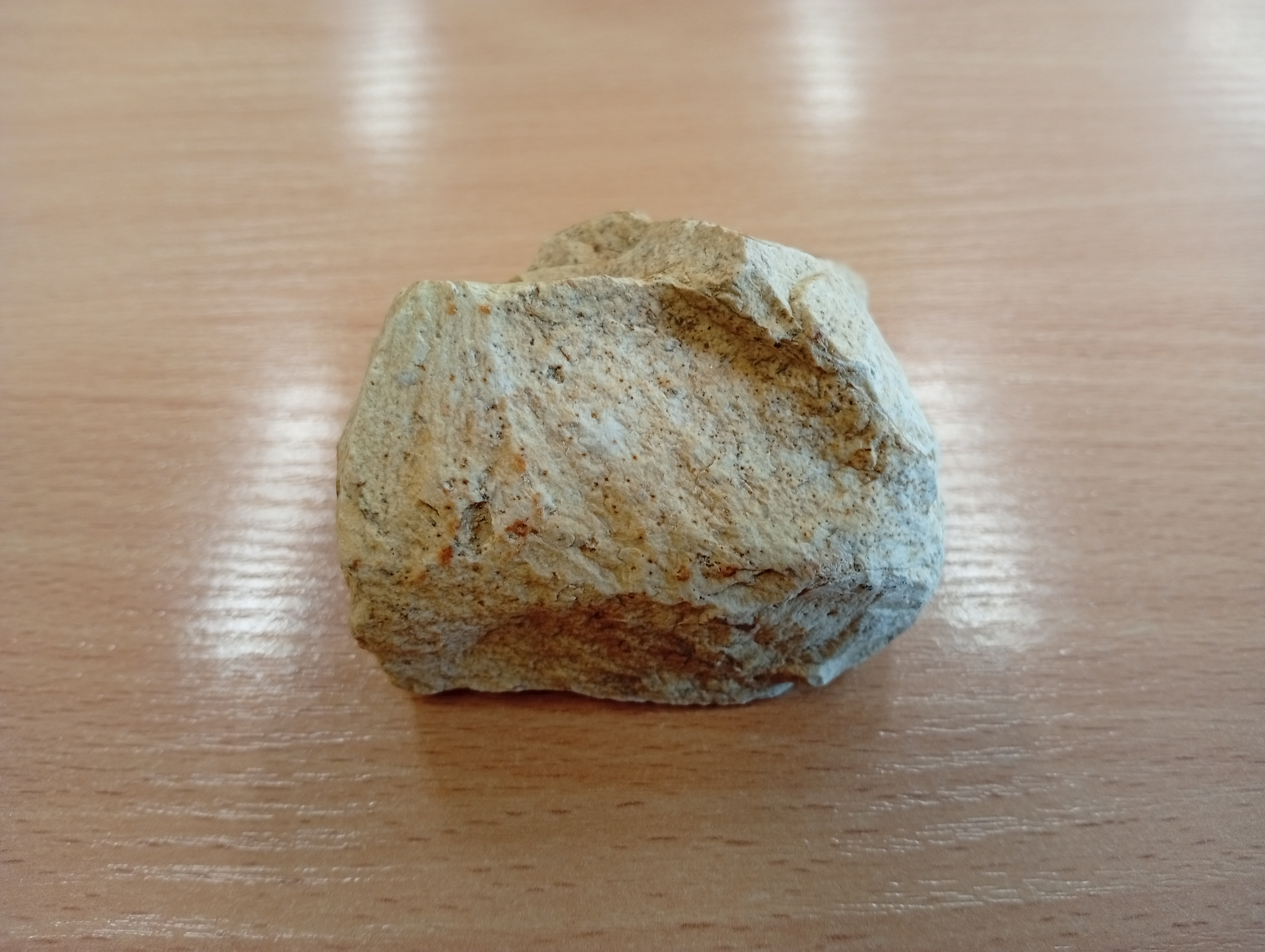
Granitový aplit